# Раджибаев, Виликиян Юнусович
Виликиян Юнусович Раджибаев (2.10.1943- ноябрь 2012) — советский и узбекский военачальник. Заместитель председателя Совета Министров УзССР по Гражданской обороне, генерал-майор

## Биография
Ранние годы
Родился в Казахстане в Талды-Курганской области 2 октября 1943 года.
После школы работал в Комсомольске-на-Амуре (токарем на заводе) и матросом-рыбаком на Курилах.
В детстве и юности занимался классической борьбой, был призёром многих соревнований в Казахстане.
Окончил музыкальную школу. Любил петь и играть на гитаре.
Начало военной службы
В 1962 году поступил в Ташкентское танковое ордена Ленина училище имени дважды Героя Советского Союза маршала бронетанковых войск П. С. Рыбалко. Окончил военное училище в 1965 году.
Служил на должностях:
-командир танкового взвода (ПрибВО),
-командир танковой роты (ЗабВО)-Монголия,
-командир танкового батальона (ЗабВО),
-слушатель Военной академии бронетанковых войск с 1972—1975 гг.
-с 1975—1977 гг. командир 80-го Краснознамённого танкового полка в/ч п.п.73858 90-й гв. тд Борне-Сулиново (Северная группа войск). Под его командованием, 80 тп участвовал в учениях стран Варшавского Договора «Тарча 76»(Щит-76), где получил отличную оценку и был награждён Вымпелом Министра Обороны СССР.
с 1977—1980 гг.-заместитель командира 20-й танковой Звенигородской Краснознамённой дивизии г. Свентошув,
- В 1980 году поступил и в 1982 году окончил Военную академию Генерального штаба Вооружённых сил СССР с дипломом по специальности командно-штабная оперативно-стратегическая.

На высших должностях
с 1982 по 1984 гг — командир 40-й танковой дивизии (ПрибВО) г. Советск,
Звание генерал-майора получил в 40 лет (1983 г.) на должности командира дивизии.
1984—1986 гг.-командир 12-го армейского корпуса (СКВО) г. Краснодар,
-Заместитель председателя Совета Министров УзССР по Гражданской обороне — Начальник штаба ГО Узбекской ССР.
С должности Начальника Штаба ГО УзССР был направлен на Украину, начальником Государственной Комиссии по ликвидации последствий аварии на Чернобыльской АС.
Спустя несколько лет, из за облучения в Чернобыле, заболел раком. Была успешно сделана операция в Израиле.
После службы
Уволился из ВС СССР в 1991 году.
Жил в г. Ташкент. Принял гражданство Казахстана с 2000 г.
Ушел из жизни 12 ноября 2012 года.

## Семья
- Отец — Раджибаев Юнус Рахметович, (1909—1975) — партийный деятель Казахской ССР. Поднимал сельскохозяйственные районы Казахстана. Награждён множеством орденов и медалей, в том числе орденом Славы, орденом Ленина и орденом Знак почёта.
- Мать — Шарапат Раджибаева, 1912 г.р.. Ушла из жизни
- Жена — Иноя Раджибаева 1946 года рождения. Проживает в Узбекистане.
- Сын — Сержик Раджибаев 1966 года рождения. Офицер запаса. Проживает на Кипре.
- Сын — Виликиян Раджибаев 1971 года рождения. Проживает в РФ.
- Брат — Камиль Раджибаев, 1930 г.р. — полковник МВД КазССР. Ушел из жизни
- внучка - Алина Раджибаева
- внук - Ратмир Раджибаев
- Сестра' — Лина Раджибаева (Ливазова), 1939 г.р.- врач. На пенсии. Проживает в Алматы
- Брат — Марис Раджибаев, 1946 г.р.- Полковник запаса. Последняя должность — Командующий ПВО Сух.войск Республики Казахстан.
- Брат — Марат Раджибаев (19 декабря 1949)
- внучка — Дана Раджибаева
- внучка — Амина Раджибаева

## Награды
- Орден «За службу Родине в Вооружённых Силах СССР» 3-й степени
- Медаль За боевые заслуги
- Медаль «В ознаменование 100-летия со дня рождения Владимира Ильича Ленина» (6 апреля 1970[1])
- Медаль «За укрепление боевого содружества»
- Юбилейная медаль «Двадцать лет Победы в Великой Отечественной войне 1941—1945 гг.»
- Медаль «Ветеран Вооружённых Сил СССР»
- Юбилейная медаль «50 лет Вооружённых Сил СССР»
- Юбилейная медаль «60 лет Вооружённых Сил СССР»[2]
- Юбилейная медаль «70 лет Вооружённых Сил СССР»[3]
- Медаль «За безупречную службу» I степени
- Медаль «За безупречную службу» II степени
- Медаль «За безупречную службу» III степени
- Медаль «За ратную доблесть»
- и другие.